# 송림선
송림선(松林線)은 조선민주주의인민공화국의 철도노선으로 황해북도 황주군에 있는 황주역과 송림시에 있는 송림청년역을 연결한다. 일제강점기에는 겸이포선(兼二浦線)이라고도 불리었다.

## 노선 정보
- 구간과 거리 : 황주역～송림청년역 13.1km
- 역 수 : 3개(양단역 포함)
- 궤도 간격 : 1435mm(표준궤)
- 전철화 구간 : 황주역~장천리역(長川里驛)(직류 3000V)
- 복선 구간 : 없음

## 연혁
- 1905년 11월 : 전 구간 개통
- 1908년 4월 1일 : 각역 운수영업 개시
- 1915년 12월 5일 : 장천리역 개업[1]

## 역 목록
- 황주역(黃州驛)
- 장천리역(長川里驛)
- 송림청년역(松林靑年驛)

## 참고 문헌
- 고쿠부 하야토(国分隼人), 《장군님의 철도―북조선 철도사정(将軍様の鉄道 北朝鮮鉄道事情)》, 新潮社, 2007, ISBN 978-4-10-303731-6
- 鉄道省 編, 《鉄道停車場一覧. 昭和12年10月1日現在》, 川口印刷所出版部, 1937, p486